# 施塔弗萊格巴赫河 (錫斯萊河支流)
47°30′08″N 8°02′18″E / 47.50224°N 8.03825°E
施塔弗萊格巴赫河是瑞士的河流，位於該國北部，流經阿爾高州，屬於錫斯萊河的左支流，河道全長10公里，流域面積21平方公里，河口處在弗里克附近。